# Edgar
Edgar – imię męskie pochodzenia staroangielskiego/germańskiego. Wywodzi się od staroangielskich ěad (majątek, bogactwo, szczęście), gard (obrońca, stróż) lub od germańskiego ed- (posiadanie, dziedzictwo). Oznacza: stróż, obrońca własności.
W Polsce pozostaje imieniem rzadkim. Pojawiło się tu, najpierw w literaturze, w XIX wieku. W styczniu 2024 r. w rejestrze PESEL, wśród publicznie dostępnych danych dotyczących osób żyjących, wykazano 910 mężczyzn o imieniu Edgar nadanym jako imię pierwsze. Dla porównania, najczęściej nadane jako męskie imię pierwsze – Piotr, nosi 689 313 osób.
Edgar imieniny obchodzi: 10 czerwca i 8 lipca.

## Imię Edgar w innych językach[8]
- łacina – Edgarus, Edgarius
- angielski – Edgar
- czeski – Edgar
- esperanto – Edgaro[9]
- francuski – Edgar, Edgard
- hiszpański – Edgardo
- niemieckl – Edgar
- rosyjski – Edgar
- słowacki – Edgar
- słoweński – Edgar
- włoski – Edgardo, Edgaro.

## Mężczyźni o imieniu Edgar
- Edgar Spokojny – król Anglii
- Edgar II Ætheling – król Anglii
- Edgar – król Szkocji
- Edgar Douglas Adrian – brytyjski fizjolog
- Édgar Mauricio Aspe López (ur. 1973) – meksykański aktor telewizyjny
- Edgar Rice Burroughs – amerykański pisarz
- Edgar Chance (1881–1955) – brytyjski ornitolog i owolog
- Edgar Frank Codd – brytyjski informatyk
- Edgar Davids – holenderski piłkarz
- Edgar Degas – francuski malarz, rzeźbiarz
- Edgar Lee Masters, amerykański poeta
- Edgar Norwerth – polski architekt
- Edgar Allan Poe – amerykański pisarz, fantasta, poeta
- Edgars Rinkēvičs – polityk łotewski, od 25 października 2011 minister spraw zagranicznych
- Edgardo Rudnitzky (ur. 1956) – argentyński kompozytor, perkusista, twórca muzyki filmowej
- Edgar Savisaar – polityk estoński, lider Partii Centrum. Premier Estonii w latach 1990–1992. W latach 2005–2008 minister spraw gospodarczych i komunikacji. Od grudnia 2001 do października 2004 i ponownie od 5 kwietnia 2007 burmistrz Tallinna
- Przemysław Edgar Gosiewski – polski polityk
- John Edgar Hoover – dyrektor FBI

### Postacie fikcyjne
- Edgar – kruk Magiki De Czar
- Edgar – czarny mag drugiej kategorii w powieści fantastycznej Nocny Patrol
- Edgar – postać w grze Brawl Stars

- J. Edgar (film)